# نجيب ناصر
نجيب ناصر عبس لاعب كرة قدم سعودي، يلعب في خانة ظهير أيمن في نادي الزيتون.

## مسيرة اللاعب
لعب في نادي الجبيل ونادي الصقور ونادي التهامي ونادي الحائط ونادي الزيتون.